# Kocia ferajna w Beverly Hills
Kocia ferajna w Beverly Hills (ang. Top Cat and the Beverly Hills Cats, 1987) – amerykański film pełnometrażowy.

## Fabuła
Benek odziedzicza spadek po majętnej starszej damie, która darzyła go sympatią. Snerdly i jego wilkopodobny pomocnik Rasputin chcą mu go odebrać. Aby do tego nie dopuścić, Benek potrzebuje pomocy przyjaciół z kociej ferajny. Tolek Cacek wraz z całą ferajną postanawiają pomóc Benkowi i w ten sposób trafiają do Beverly Hills.

## Obsada
- Arnold Stang – Tolek Cacek
- Avery Schreiber – Benek
- Marvin Kaplan – Choo-Choo
- Leo De Lyon –
  - Picuś,
  - Hyś
- John Stephenson –
  - Lalek,
  - Posterunkowy Dybek
- Henry Polic II – Snerdly
- Frank Welker – Rasputin
- Lilly Moon – Amy

## Wersja polska

### Stara wersja
W wersji polskiej udział wzięli:
- Emilian Kamiński – Tip-Top
- Mieczysław Gajda – Benny Kuleczka
- Jacek Jarosz – Snerdly
- Danuta Przesmycka – Munio
- Andrzej Bogusz – Puk
- Aleksander Gawroński – Choo Choo
- Henryk Łapiński – policjant Slut
- Agnieszka Pilaszewska – Kizia Mizia
- Krzysztof Gałka
- Maria Homerska
- Mariusz Leszczyński – hycel
- Rafał Kowalski
- Halina Chrobak
- Janusz Leśniewski

i inni
Tekst piosenki: Wojciech Młynarski

Reżyseria: Elżbieta Jeżewska

Dialogi: Elżbieta Łopatniukowa

Operator dźwięku: Andrzej Kowal

Montaż: Zofia Dmoch

Kierownik produkcji: Ewa Borek

Nagranie: Zespół Telewizji Polskiej, Warszawa
Lektor: Władysław Frączak

### Nowa wersja
Opracowanie wersji polskiej: Start International Polska

Reżyseria: Joanna Wizmur

Dialogi polskie: Magdalena Dwojak

Teksty piosenek: Jacek Bończyk

Dźwięk i montaż: Janusz Tokarzewski

Kierownictwo muzyczne: Marek Klimczuk

Kierownik produkcji: Elżbieta Araszkiewicz

W wersji polskiej udział wzięli:
- Adam Bauman – Tolek
- Jerzy Molga – Posterunkowy Dybek
- Artur Kaczmarski – Hyś
- Jarosław Boberek – Choo Choo
- Jan Kulczycki – Lalek
- Piotr Bajor – Benek
- Marek Robaczewski – Picuś
- Paweł Szczesny – Snerdly
- Katarzyna Pysiak
- Beata Wyrąbkiewicz – Amy
- Jarosław Domin
- Ryszard Nawrocki
- Joanna Jędryka
- Włodzimierz Bednarski
- Andrzej Gawroński
- Mieczysław Morański
- Eugeniusz Robaczewski
- Krzysztof Zakrzewski
- Mirosław Zbrojewicz